# Encrinus liliiformis
Encrinus liliiformis ist eine fossile Seelilien-Art aus der Trias. Die lose eingebetteten, disartikulierten Stielglieder dieser Art (seit dem Werk De Natura Fossilium von Georgius Agricola 1546 Trochiten genannt) kommen gesteinsbildend im Trochitenkalk, einer Formation des Oberen Muschelkalks (Anisium, Illyrium, ca. 243,4 Millionen Jahre) vor, sie haben seit Jahrhunderten Interesse erregt und zahlreiche Volksnamen erhalten. Der Theologe und Naturforscher Johann Christoph Harenberg konnte 1729 aus den fossilen Funden unter dem Namen Lilium lapideum die Gestalt des Tieres rekonstruieren. Es ist vermutlich die am besten bekannte fossile Seelilien-Art überhaupt. Im Jahr 2019 wurde sie zum Fossil des Jahres erklärt.

## Beschreibung

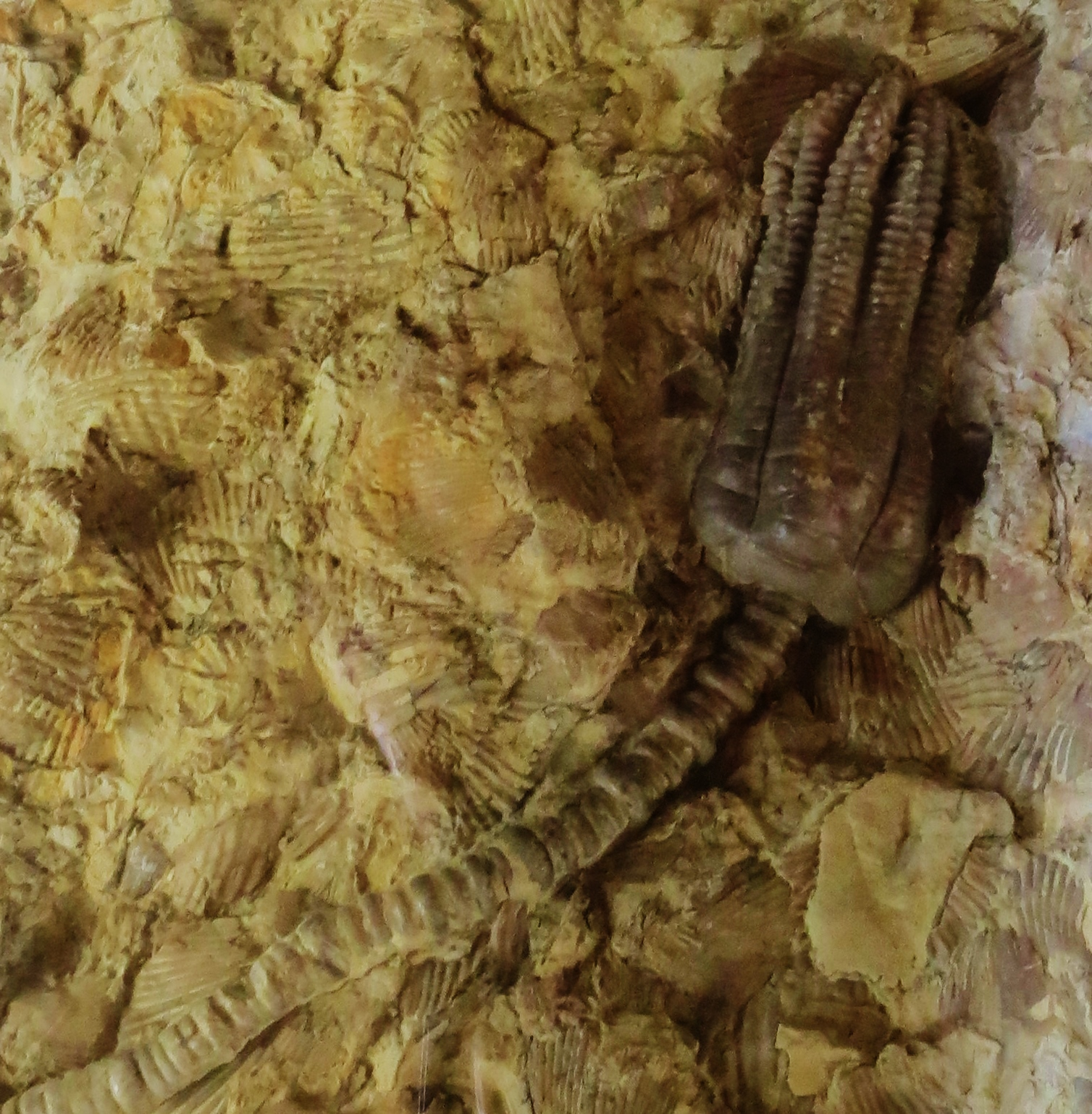
Encrinus liliiformis, Teylers Museum, Haarlem

Encrinus liliiformis weist die für Seelilien typische Gliederung in Stiel und Krone auf, wobei die Krone aus einem Becher (Calyx) und daran ansitzenden Fangarmen besteht und der Stiel mit einem Haftorgan (Haftscheibe) an Hartsubstrat des Meeresgrunds befestigt und verankert war. Bei zahlreichen Exemplaren war der Stiel im Leben abgebrochen und wieder verheilt. Die Tier konnten also den Verlust des unteren Stielabschnitts, und damit ihrer Befestigung am Substrat, überleben. Der Stiel erreichte eine Maximallänge von etwa 160 Zentimeter, er war im unteren Abschnitt beweglich, zur Krone hin zunehmend starr und durch die geldrollen-artig gestapelten Skelettelemente der Stielglieder verstärkt. Seitenäste (Cirren) traten bei der Art nie auf.
Die Krone war bei der Art glockenförmig („tulpen-“ oder „lilien“förmig) mit der für die Stachelhäuter typischen fünfzähligen Symmetrie, mit einer klar erkennbaren Einschnürung im unteren Drittel ihrer Länge. Der die Weichteile umschließende Kelch bestand, wie das gesamte Tier, aus kalkigen Skelettelementen in einer bindegewebsartigen Hülle. Durch den großen Anteil der Skelettelemente geben die Fossilien einen guten Eindruck von der Gestalt des lebenden Tiers. Bei Encrinus liliiformis waren die größten Skelettelemente des Calyx fünf große Radialen. Im Übergang von Stiel und Kelch verborgen saßen dazwischen fünf Basalen und fünf noch kleinere Infrabasalen, also insgesamt drei Reihen von Skelettelementen. An jedem Radial saß, mit einer gelenkigen Verbindung, die Basis eines der etwa 10 Zentimeter langen Arme an. Bei Encrinus sind diese Arme in paarweise zwei Teilarme gespalten, es gibt also zehn bewegliche Arme. Die ersten beiden Glieder der Arme sind noch ungeteilt, am zweiten Glied (Primibrachiale) saßen, im Leben muskulär und beweglich verbunden, die Grundglieder von jeweils zwei Armen an. Die ersten sieben Armglieder (Sekundibrachiale) waren auf der Außenseite ungeteilt und im Leben vermutlich muskulär untereinander verbunden. An den äußeren Abschnitten der Arme sind die Skelettelemente zunächst rechts und links etwas gegeneinander alternierend, außen dann zweizeilig.
Die Tiere konnten im Leben ihre Arme zu einer dicht geschlossenen Krone zusammenlegen, bei der nur (durch die abgerundeten Enden der Arme bedingt), an der Spitze eine kleine Öffnung blieb. Meist sind sie in dieser Form fossil erhalten. An der Innenseite der Arme, also bei zusammengelegter Krone nicht sichtbar, saß an jedem Brachiale ein Fiederchen oder Pinnula genannter Ast, der wiederum in feinere Glieder, Pinnularia genannt, verzweigt. Dicht aneinandergelegt füllten diese die Krone vollständig aus. Auf der Innenseite der Äste saßen zahlreiche Kalkplättchen an, die im Leben eine Filtereinrichtung zur filtrierenden Ernährungsweise bildeten. Die Krone wurde dabei nicht weit geöffnet wie bei rezenten Seelilien, sondern nur teilweise. Dies lag vermutlich daran, dass die Tiere, anders als heutige Vertreter, nicht im ruhigen Wasser der Tiefsee lebten, sondern im wellenbewegten Flachwasser.
Vergleicht man Funde von Encrinus liliiformis aus verschiedenen Lagerstätten, ist die äußere Skulptur und die Länge der Arme recht variabel. Tiere mit stärker skulpturierter Oberfläche und kurzen Armen gehen aber in lückenloser Reihe über in solche mit schwach skulpturierter Oberfläche mit längeren Armen. Es handelt sich wohl nicht um verschiedene Arten, sondern um phänotypische Plastizität innerhalb derselben Art. Tiere in flachem Wasser waren stärker von Wasserturbulenzen betroffen und waren stärker von Prädatoren bedroht, für die Stabilität und Abwehr war auch eine skulpturierte Oberfläche von Vorteil.

## Zeitliches Vorkommen, Lebensraum, Verbreitung
Encrinus liliiformis war ein charakteristischer Besiedler des Muschelkalkmeeres, eines Binnenmeeresbeckens, das sich in der Trias im Germanischen Becken bildete. Das Muschelkalkmeer war ein warmes Flachmeer mit recht extremen Lebensbedingungen. Organismen kamen darin in beschränkter Artenfülle, aber in teilweise ungeheuren Individuenzahlen vor. Wenn die Meeresstraßen zu den angrenzenden Ozeanen, vor allem der Tethys im Süden, nur wenig Wasseraustausch zuließen, versalzte das Becken und es bildeten sich aus anorganischen Ausfällungen Evaporite wie Gipsgestein. Im Mittleren Muschelkalk war es meist recht lebensfeindlich. Im Anisium ermöglichte eine Meeresverbindung im Südwesten wieder reicheres Bodenleben. Die Seelilienarten des Unteren und des Oberen Muschelkalks sind nahe verwandte Formen, haben aber tatsächlich keine Arten miteinander gemeinsam. Funde der Art in Deutschland sind nur aus den Trochitenkalken im Oberen Muschelkalk bekannt. Alle angegebenen Funde aus dem Unteren und Mittleren Muschelkalk sind zweifelhaft oder ließen sich anderen Arten zuschreiben. Im Ostteil des Beckens, im heutigen Polen, ist die Art sehr selten und trat etwas später auf. Im Trochitenkalk (Calcaire à entroques) im östlichen Randbereich im angrenzenden französischen Lothringen gibt es ebenfalls wenige Nachweise, meist nur Haftscheiben, nur wenige artikulierte Funde.
Das Muschelkalkmeer war ein Flachmeer. Die Maximaltiefe des Meeres des Fundorts Neckarwestheim, der einige der schönsten Funde der Art lieferte, wird mit 180 Meter rekonstruiert.
Die Art war vermutlich in ihrer Verbreitung auf das Germanische Becken beschränkt. Funde von außerhalb, die früher teilweise der Art zugeschrieben wurden, werden heute anderen Arten wie zum Beispiel Encrinus aculeatus zugeordnet. Die bekanntesten Fundorte in Deutschland sind Neckarwestheim bei Heilbronn, das Jagsttal bei Crailsheim in Süddeutschland, das Weserbergland in Südniedersachsen, Nordrhein-Westfalen (etwa bei Bad Driburg) und Hessen (etwa im Diemeltal) und die Steinbrüche bei Königslutter am Elm in Norddeutschland.

## Sagenwelt und Brauchtum

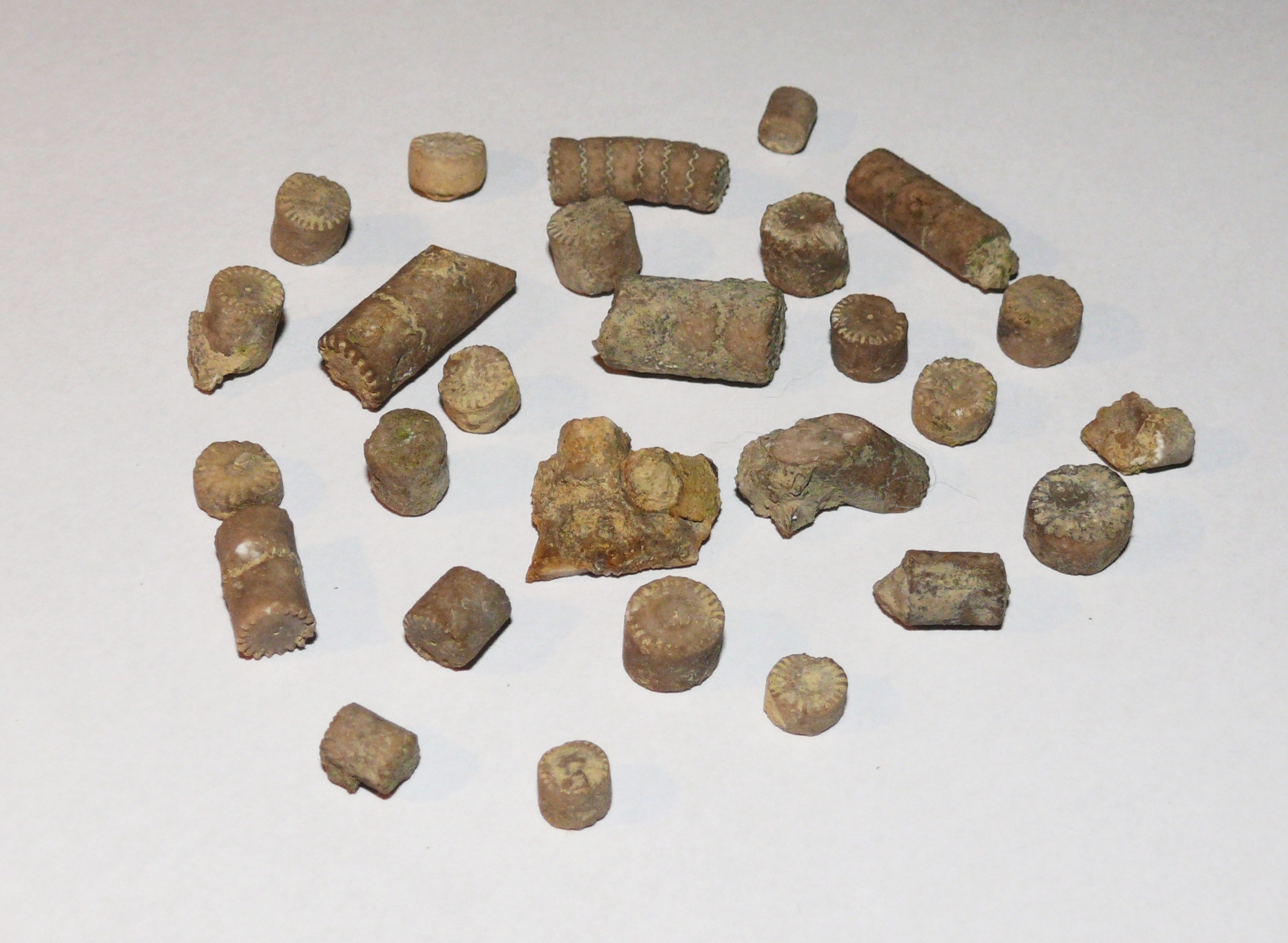
Stielglieder von Encrinus liliiformis (Trochiten) aus Crailsheim (Baden-Württemberg)

Anders als die selten gefundenen Kronen treten die auffallenden, runden Stielglieder oder Trochiten dieser Art an vielen Orten mit Muschelkalk-Vorkommen massenhaft auf. Sie waren unter dem Namen „Sonnensteine“ (auch Sonnenräder), „Spangensteine“, „Hexengeld“ oder „Bonifatiuspfennige“ schon lange bekannt, ehe Fossilien allgemein bekannt und erforscht waren. Zu den Legenden gehört, der heilige Bonifatius habe bei der Christianisierung alles heidnische Geld verflucht, das so zu Stein wurde. In Schlesien (Bytom, früher Beuthen) wurde erzählt, dem heiligen Hyazinth von Polen sei der Rosenkranz gerissen, als er an einer Quelle betete. Er bat Gott daraufhin, die Perlen zu vermehren, die so bis heute hier im Wasser der Hyazinthquelle zu finden seien.